# Кукурдански бой
Кукурданският бой е сражение между четата на Вътрешната македоно-одринска революционна организация, начело с Лазар Маджаров и османски войски станало през пролетта на 1903 година в Лозенградско.
През пролетта на 1903 година османските власти започват да получават сведения за готвено въстание и османски потери започват да тероризират българските села в Лозенградско. Районната чета на ВМОРО, начело с Лазар Маджаров, се опитва да унищожи потерята действаща в областта. В началото на май прави засада в Кадиево, която обаче се проваля, тъй като потерята успява да убие караула Темел Димитров от Каралия. Турците се оттеглят към местността Кукурдан между Ковчаз и Лозенград, където при престрелка турците дават няколко убити. Няколко дена по-късно на 12 май четата на Маджаров поставя нова засада на османците в същата местност Кукурдан. На 15 май османците, идващи от Лозенград, попадат на засадата на Кукурданската пътека. В сражението османците дават 12 убити, като Яни Стойчев Гагаузина убива тръбача на аскера. От българска страна загиват Иван Стойков от Ениджия и 80-годишният Яни Събев от Яна. Ранени са Вълчо Петков и още един четник.